# Pi Piscis Austrini
Pi Piscis Austrini ( Piscis Austrini) é uma estrela na direção da constelação de Piscis Austrinus. Possui uma ascensão reta de 23h 03m 29.76s e uma declinação de −34° 44′ 58.6″. Sua magnitude aparente é igual a 5.12. Considerando sua distância de 93 anos-luz em relação à Terra, sua magnitude absoluta é igual a 2.84. Pertence à classe espectral A9V.